# Indépendants de droite (Fraktion)

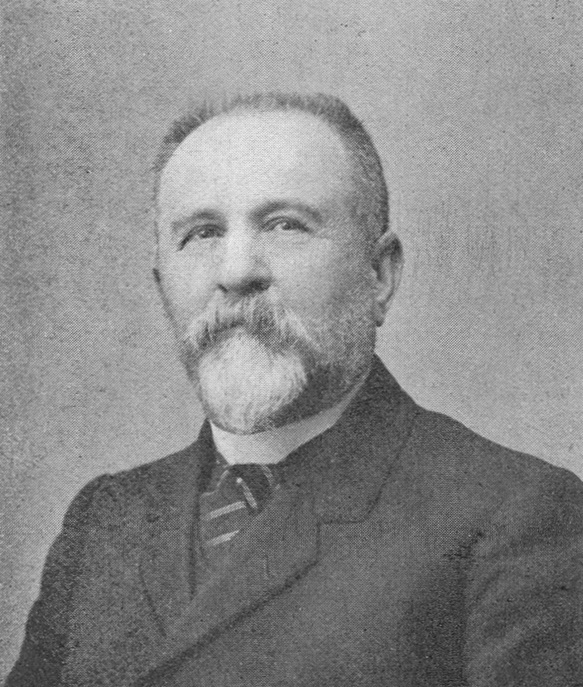
Hyacinthe de Gailhard-Bancel

Die Fraktion der Indépendants de droite (Unabhängige Rechte) war eine französische Parlamentsfraktion, die von 1919 bis 1924 in der Abgeordnetenkammer tätig war. Sie wurde von Hyacinthe de Gailhard-Bancel geleitet und umfasste 29 Abgeordnete, die dem Sozialkatholizismus anhingen. Ihr Ziel war es, die Entstehung (oder Rückkehr) einer „christlichen Gesellschaftsordnung“ zu ermöglichen.

## Geschichte
Die französischen Parlamentswahlen von 1919 brachten der Rechten dank der Koalition des Nationalen Blocks einen historischen Durchbruch. In der Folge waren alle historischen Strömungen der französischen Rechten in der Kammer vertreten: Legitimisten, Orleanisten, Royalisten der Action française, christliche Republikaner und Liberale.
In diesem Zusammenhang bot sich den Anhängern des Sozialkatholizismus, ob sie nun Royalisten waren oder nicht, die Gelegenheit, eine entsprechend große Fraktion in der Abgeordnetenkammer zu bilden. Diese Fraktion positionierte sich ähnlich wie die Groupe des droites, eine monarchistische parlamentarische Gruppierung, die von 1910 bis 1919 aktiv war. 
Die von der Gruppe vertretene „christliche Gesellschaftsordnung“ entsprach der sozialen Seite des integralen Nationalismus, der sowohl den Konservatismus der Arbeitgeber als auch den revolutionären Syndikalismus ablehnte. Beide Haltungen wurden verdächtigt, die französische Gesellschaft zu bedrohen und daher grundsätzlich als antipatriotisch angesehen. Im Einklang mit den Doktrinen des Ancien Régime und den Thesen von Albert de Mun (obwohl dieser der Action française aufgrund seines Eintretens für die Republik feindlich gesinnt war) und René de La Tour du Pin befürwortete die Action française in der Tat eine Rückkehr zum Korporatismus als einzige Lösung, die es ermöglichen würde, dem Klassenkampf ein Ende zu setzen. Arbeitgeber und Arbeitnehmer sollten entsprechend ihrem sozialen Zweck zusammenkommen, anstatt nach ihrer sozialen Klasse getrennt zu sein. Auf sozialer Ebene war also eine Zusammenarbeit zwischen den Abgeordneten der Action française und den traditionelleren katholisch-sozialen Abgeordneten möglich.
Die Gruppe war in verschiedenen Bereichen parlamentarisch aktiv. Sie legte beispielsweise Gesetzvorschläge zu den Sozialversicherungen, zum Arbeitsschutz, zum Börsenwesen und (erfolglos) zur Errichtung einer Ärztekammer vor. Diese wurden meist vom Komitee für legislative und soziale Studien, das in den Räumlichkeiten der Action française untergebracht war, ausgearbeitet. Marquis Marie de Roux, der Jurist der Action française, beriet dort die rechtsgerichteten Unabhängigen bei der Abfassung von Vorschlägen.
1924, mit dem Sieg des Linkskartells bei den Parlamentswahlen, gelang es einem Großteil der Fraktionsmitglieder (insbesondere dem Fraktionsvorsitzenden Hyacinthe de Gailhard-Bancel) nicht, wiedergewählt zu werden. Die Fraktion wurde daher nicht wieder gebildet. Dennoch gab es in den folgenden vier Legislaturperioden weitere punktuelle Initiativen, die das Ziel der Fraktion aufgriffen und ehemalige „Rechtsunabhängige“ wie Xavier Vallat sowie neue Abgeordnete zusammenbrachten, insbesondere dank der Wiederbelebung des Komitees für legislative und soziale Studien der Action française.

## Mitglieder
Zu den Mitgliedern der Fraktion zählten neben den oben genannten de Gailhard-Bancel und Vallat beispielsweise der Antisemit Léon Daudet, der Royalist François de Ramel und der konservative Katholik Albert de Dion. Jean Ybarnégaray galt als Sympathisant, ohne Mitglied der Fraktion zu sein.